# سنثيا كارول

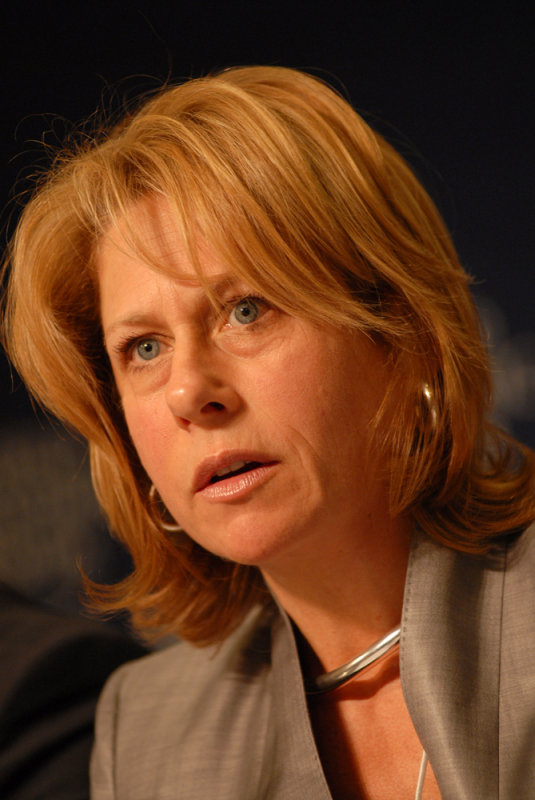
سنثيا كارول

سنثيا بلوم كارول (مواليد 13 تشرين الثاني\نوفمبر 1956) هي سيدة أعمال بريطانية. كانت الرئيسة التنفيذية لشركة شركة أنغلو أميريكان العامة المحدودة، وهي شركة تعدين بريطانية، تعتبر إحدى أكبر الشركات المنتجة للبلاتين في العالم.
تخرجت سنثيا من كلية سكيدمور عام 1978 بدرجة البكالوريوس في الجيولوجيا وهي تحمل درجة الماجستير في الجيولوجيا من جامعة كانساس (1982) ودرجة الماجستير في إدارة الأعمال من جامعة هارفارد (1989).
عام 2012 انتخبت زميلة في الأكاديمية الملكية للهندسة.
في 24 تشرين الأول (أكتوبر) 1006، وظّفت شركة أنغلو أميركان كارول وانضمت إلى مجلس الإدارة في كانون الثاني (يناير) 2007، وأصبحت رئيساً تنفيذياً في بداية آذار(مارس) 2007. ترأست اللجنة التنفيذية في أنغلو أمريكان وترأست لجنة السلامة والتنمية المستدامة. كانت سنثيا إحدى ثلاث مديرات تنفيذيات فقط في شركات فوتسي 100 وهي أول سيدة غير جنوبية-أمريكية تشغل هذا المنصب مع أنغلو أميركان.
عام 2008، حلّت في المركز الخامس كأقوى امرأة في العالم حسب تصنيف مجلة فوربس. وحلت في المركز الرابع في نفس القائمة عام 2009.
يبلغ راتبها السنوي في أنغلو أميركان 1,050,000 جنيه استرليني مع مكافأة سنوية 319,000 جنيه استرليني.
في 26 تشرين الأول (أكتوبر) 2012، أعلنت أنغلو أميركان أن كارول ستتنحى عن منصبها كرئيس تنفيذي.
سابقاً، كانت سنثيا كارول مديرة غير تنفيذية في شركة بي بي منذ 6 حزيران (يونيو) 2007.
عملت كارول سابقاً مع شركة ألكان كرئيسة ومديرة تنفيذية لمجموعة ميتال برايمري منذ 2002، حيث انضمت للشركة عام 1989. في كانون الثاني (يناير) 1996، تمت ترقيتها إلى عضو منتدب لقسم أوغينيش ألومينا الواقع في جزيرة أوغينيش التابعة لمقاطعة ليمريك في جزيرة أيرلندا. قبل أن تنضمّ إلى ألكان، عملت لشركة أموكو وهي الآن جزء من بي بي لمدة ثمان سنوات كجيولوجية في حقل البترول، وذلك في الفترة من 1982 حتى 1987، حيث عملت في مجال استكشاف الغاز والنفط في كولورادو وألاسكا ووايومنغ ويوتا ومونتانا.
سنثيا متزوجة ولها أربعة أبناء.

## روابط خارجية
- سنثيا كارول على موقع مونزينجر (الألمانية)
- سنثيا كارول على موقع إن إن دي بي (الإنجليزية)